# اوستا بقا
اوستا بقا یک معمار دوره قراخانی است که در جایگاه معمار اصلی مناره کلان در بخارا شناخته می‌شود. نام او و همچنین نام کسی که فرمان ساخت سازه را داد (ارسلان خان) و سال ساخت سازه بر روی یکی از کمربندهای مناره کنده کاری شده است. دربارهٔ اوستا بقا نوشته شده است: «عمل بقا» که به فارسی به معنای کار بقا است. دربارهٔ دیگر سازه‌هایی که شاید کار اوستا بقا بوده‌اند چیزی در دست نیست. بقا احتمالاً در بخارا زاده شد و زودتر از سال ۱۱۲۷ درگذشت، زیرا ساخت مناره کلان در آن سال به پایان رسید. او در بخارا درگذشت، آرامگاه او در ۴۵ متری مناره کلان جای دارد. در وصیت معمار آمده است که اگر مناره بیفتد روی سرش می‌افتد و سفارش می‌کند که در جای مشخص شده به خاک سپرده شود. در زمان اتحاد جماهیر شوروی، بخشهای پیرامون آغاز به ساخت و ساز کرد و آرامگاه اوستا بقا به مالکیت خصوصی درآمد. تنها شرط دست اندر کاران ویران نکردن آرامگاه بود.